# Fair Warning (Van Halen)
| Recensione | Giudizio |
| ---------- | -------- |
| AllMusic   |          |

Fair Warning è il quarto album in studio del gruppo musicale statunitense Van Halen, pubblicato il 29 aprile 1981 dalla Warner Bros. Records.
L'album raggiunse il 5º posto della Billboard 200, e ha venduto oltre due milioni di copie negli Stati Uniti.
La copertina dell'album è tratta dal dipinto The Maze dell'artista canadese William Kurelek che raffigura la sua giovinezza tormentata.

## Tracce
Testi e musiche di David Lee Roth, Eddie van Halen, Alex van Halen e Michael Anthony.
1. Mean Street – 4:58
2. Dirty Movies – 4:08
3. Sinner's Swing! – 3:09
4. Hear About It Later – 4:35
5. Unchained – 3:29
6. Push Comes to Shove – 3:49
7. So This Is Love? – 3:06
8. Sunday Afternoon in the Park (strumentale) – 1:59
9. One Foot Out the Door – 1:58

## Singoli
- So This Is Love? (1981)
- Mean Street (1981)
- Push Comes to Shove (1981)
- Unchained (1981)

## Formazione

### Gruppo
- David Lee Roth – voce
- Eddie van Halen – chitarra, sintetizzatori, cori
- Michael Anthony – basso, cori
- Alex van Halen – batteria, percussioni

### Produzione
- Ted Templeman – produzione
- Donn Landee, Gene Meros – ingegneria del suono
- Greg Geller – mastering
- Jo Motta – coordinatore di produzione
- Richard Seireeni – direzione artistica
- Greg Gorman, Neil Zlozower – fotografia
- William Kurelek – copertina

## Curiosità
- È stato il primo lavoro dei Van Halen ad ottenere una certa notorietà presso il pubblico italiano: giunse fino al 25º posto della classifica,[6] risultando il 78º tra gli album più venduti nel 1981.[6]